# Oxadiazol
Oxadiazolii alcătuiesc o clasă de compuși heterociclici aromatici din familia azolilor, care au formula moleculară C2H2N2O. Există patru izomeri ai oxadiazolilor:

1,2,3-oxadiazol
1,2,4-oxadiazol
1,2,5-oxadiazol (furazan)
1,3,4-oxadiazol

|  | Această pagină listează articolele despre compuși chimici care au asociată aceeași denumire. |